# Bandeira do Senegal
A bandeira do Senegal é uma tricolor consistindo de três bandas verticais verdes, amarelas e vermelhas com uma estrela verde de cinco pontas no centro. Adotada em 1960 para substituir a bandeira da Federação do Mali, foi a bandeira da República do Senegal desde que o país conquistou a independência naquele ano. As bandeiras atuais e anteriores foram inspiradas pela Bandeira da França, que colonizou o Senegal até 1960.

## História
Sob o domínio colonial francês, as autoridades proibiram a colônia de usar sua própria bandeira nacional porque estavam preocupados que isso pudesse aumentar o sentimento nacionalista e levar a pedidos de independência. Com a ascensão do movimento de descolonização na África, os franceses foram obrigados a conceder autonomia limitada ao Senegal como uma república autônoma dentro da Comunidade Francesa. O Senegal foi combinado com o Sudão Francês em 4 de abril de 1959, para formar a Federação do Mali. Naquele dia, uma nova bandeira foi adotada: um tricolor verde, amarelo e vermelho verticais com uma representação estilizada de um ser humano (chamado de kanaga) na faixa central. A Federação obteve independência da França a 20 de Junho de 1960.
A federação entre as duas ex-colônias não durou muito e terminou dois meses após a independência. Em 20 de agosto, o Senegal se separou da federação e se tornou um país independente. A bandeira da nova nação manteve as cores e listras da bandeira da federação, com a única mudança sendo a substituição do kanaga por uma estrela verde.

### Simbolismo
Muito simbolismo e muitas conotações são devidas às listras e à singular estrela da bandeira senegalesa. De uma perspectiva nacional, o verde é altamente simbólico dentro de todas as religiões primárias do país. No Islã, religião majoritária do país em 94% da população, o verde da primeira listra e da estrela representam a cor do Profeta, os cristãos vêem a presença do verde como um presságio de esperança, e os animistas vêem o verde como um representante da fecundidade.
O governo senegalês oferece também a exegese da presença do amarelo e do vermelho, sendo o amarelo "o símbolo da riqueza; representa o produto do trabalho, para uma nação cuja principal prioridade é o progresso da economia, que permitirá o aumento do patrimônio cultural". nível, a segunda prioridade nacional ". Além disso, o amarelo é denotado como "a cor das artes, literatura e intelecto", principalmente porque os professores de literatura no Senegal são conhecidos por usar blusas amarelas. O vermelho "lembra a cor do sangue, portanto, a cor da vida e o sacrifício aceite pela nação, e também a forte determinação de lutar contra o subdesenvolvimento".
Historicamente, as três cores representam os três partidos políticos que se fundiram para formar a Union Progressiste Sénégalaisé, o partido de Leopoldo Senghor: verde para o Bloc Démocratique Sénégalais, amarelo para o Mouvement Populaire Sénégalais e vermelho para o Parti Sénégalais d'Action Sociale.
Verde, amarelo e vermelho são as cores do movimento pan-africanista. Esse padrão foi reproduzido na bandeira do Senegal como um sinal de unidade entre os países africanos. Os pontos quaternários da estrela são chamados de "lembrar o ideograma humano que foi exibido no meio da bandeira da antiga Federação Mali.